# Bandido (catch)
 (octobre 2022).
Pour les articles homonymes, voir Bandido (homonymie).
Bandido (né le 17 avril 1995 à Torreón (Coahuila)) est un catcheur (lutteur professionnel) mexicain. Il travaille à la All Elite Wrestling, la Lucha Libre AAA Worldwide et la Ring of Honor, sous le même nom. Il est l'actuel champion du monde de la ROH.

## Carrière

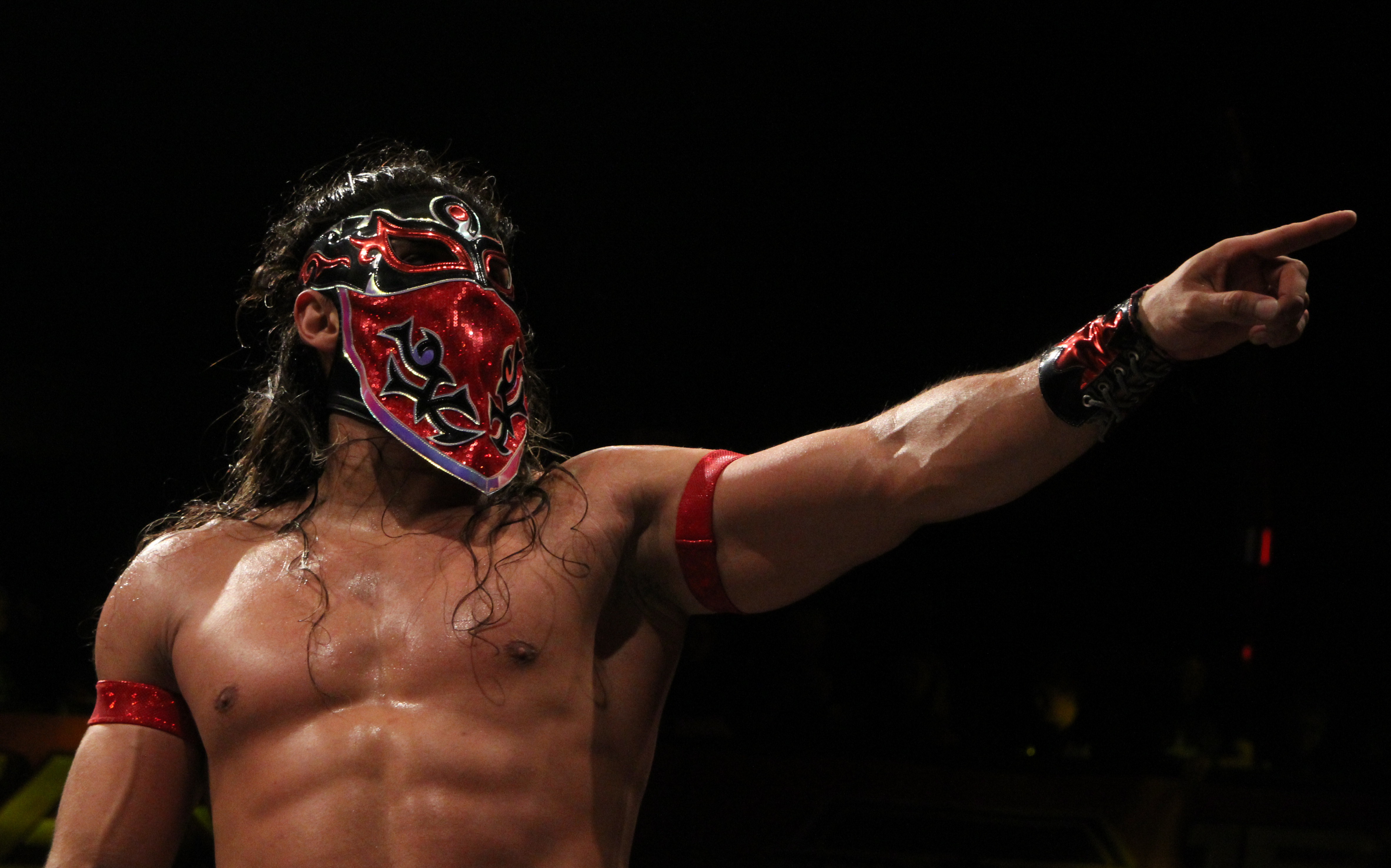
Bandido lors du 16 Carat Gold, 2020

### Asistencia Asesoría y Administracíon (2018)
Lors de TripleMania XXVI, lui et Flamita battent Team Impact Wrestling (Andrew Everett et DJ Z), Team ELITE (Golden Magic et Laredo Kid) et Team AAA (Aero Star et Drago) dans un Four Way Ladder Match et deviennent challengers no 1 pour les AAA World Tag Team Championship. Lors de Heroes Inmortales XII, ils perdent contre Los Mercenarios (El Texano Jr. et Rey Escorpión) dans un Three Way Match qui comprenaient également DJ Z et Laredo Kid et ne remportent pas les AAA World Tag Team Championship.

### Dragon Gate (2018)

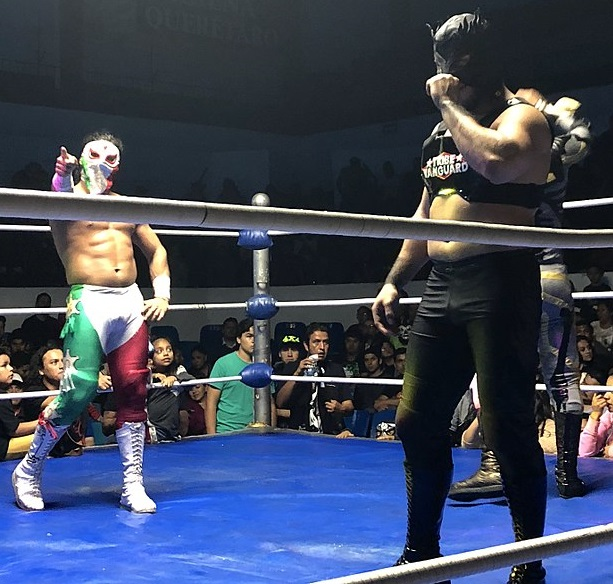
Mexablood (Bandido, à droite, et Flamita) dans le ring.

Lors de Gate of Destiny 2018, il fait ses débuts à la Dragon Gate et perd son match de championnat pour le Open the Brave Gate Championship contre Dragon Kid. Le 6 novembre, lui, Hiroshi Yamato et Kai battent R.E.D (Daga, Kazma Sakamoto et Takashi Yoshida).
Lors de Final Gate 2018, lui et Flamita perdent contre R.E.D (Ben-K et Big R Shimizu) dans un Four-Way Élimination Tag Team Match qui comprenaient également Tribe Vanguard (Kagetora et Yamato) et Speed Muscle (Masato Yoshino et Naruki Doi) et ne remportent pas les vacants Open the Twin Gate Championship,.

### Pro Wrestling Guerrilla (2018–...)
Lors du premier tour du Battle of Los Angeles 2018, il bat T-Hawk. Lors du second tour, il bat Flamita. Lors des demi-finales, il bat Joey Janela. Lors de la finale, il perd contre Jeff Cobb dans un Three Way Elimination match qui comprenaient également Shingo Takagi et ne remporte donc pas le tournoi.
Lors de The Makings Of A Varsity Athlete, il bat Jeff Cobb et remporte le PWG World Championship,. Lors de Threemendous VI, il conserve son titre contre Davey Richards. Lors de Delivering The Goods, il perd le titre contre Daniel Garcia,.

### Progress Wrestling (2018–...)
Le 11 août 2018, il remporte les titres par équipe de la Progress avec Flamita en battant AR Fox & Chris Brookes. Ils conservent leurs titres le lendemain en battant James Drake & Zack Gibson.

Le 30 septembre, lors de Progress Chapter 76, ils perdent les titres par équipe de la Progress au cours d'un Scramble match au profit de Aussie Open (Mark Davis et Kyle Fletcher).

### Ring of Honor (2018-...)
Le 16 décembre 2018, il annonce avoir refusé des offres de la World Wrestling Entertainment et la All Elite Wrestling pour signer officiellement avec la Ring of Honor.

#### Lifeblood (2019-2020)
Le 12 janvier 2019 à ROH TV, il fait ses débuts, dispute son premier match et bat Mark Haskins. Plus tard dans la soirée, il rejoint officiellement le clan de Juice Robinson, Tracy Williams, David Finlay, son adversaire et Tenille Dashwood: Lifeblood et ensemble, les cinq catcheurs battent Jay Lethal, Jeff Cobb, Jonathan Gresham, Flip Gordon et Dalton Castle dans un 10-Man Tag Team match,. Le lendemain à Honor Reigns Supreme 2019, il bat PJ Black.
Le 28 juin à Best In The World 2019, il ne remporte pas le titre mondial Television, battu par Shane Taylor.
Le 27 septembre à Death Before Dishonor XXVII, Mark Huskins et lui ne remportent pas les titres mondiaux par équipes, battus par les Briscoe Brothers (Jay et Mark). 
Le 13 décembre à Final Battle, Flamita et lui battent Villain Enterprises (Flip Gordon et Marty Scurll).

#### MexiSquad et champion du monde par équipes de 3 (2020-2021)
Le 11 janvier 2020 à Saturday Night At Center Stage 2020, Flamita, Rey Horus et lui deviennent les nouveaux champions du monde par équipes de 3 en battant Villain Enterprises (Brody King, Marty Scurll et Flip Gordon) dans un Trios match et remportent les titres pour la première fois de leurs carrières,. Le 29 février à Gateway to Honor, son second équipier et lui perdent face à Jay Lethal et Jonathan Gresham dans un match sans enjeu. 
Le 21 février 2021 à ROH Wrestling, ils ne conservent pas leurs ceintures, battus par Shane Taylor Promotions (Shane Taylor, Moses et Kaun).

#### Retour en solo et ROH World Champion (2021-2022)
Lors de Best In The World 2021, il bat Rush et remporte le ROH World Championship,.

### Impact Wrestling (2022-...)
Le 21 juillet 2022, Impact Wrestling annonce qu'il fera ses débuts, le 12 août, lors de Emergence contre Rey Horus. Lors de Emergence, il bat Rey Horus.

### All Elite Wrestling (2022-...)
Le 28 septembre à Dynamite, il fait ses débuts à la All Elite Wrestling, en tant que Face, dispute son premier match, mais ne remporte pas le titre mondial de la ROH, battu par Chris Jericho.
Le 8 octobre, il signe officiellement avec la compagnie. 
Le 28 mai 2023 à Double or Nothing, il ne remporte pas le titre International, battu par Orange Cassidy dans un 21-Man Blackjack Battle Royal. Le 23 juin, il souffre d'une commotion cérébrale et doit s'absenter pour une durée indéterminée.
Le 1er février 2025 à Collision, il fait son retour de blessure, après un an et 7 mois d'absence, et vient en aide aux Outrunners qui se font attaquer par The Learning Tree (Chris Jericho, Big Bill et Bryan Keith). 
Le 6 avril à Dynasty, il redevient champion du monde de la ROH, pour la seconde fois, en prenant sa revanche sur le catcheur canadien dans un Title vs. Mask match.
Le 12 juillet à All In, il ne remporte pas le Men's Casino Gauntlet match, gagné par MJF, et un contrat qui lui permet d'avoir un match de championnat à tout moment.

## Palmarès

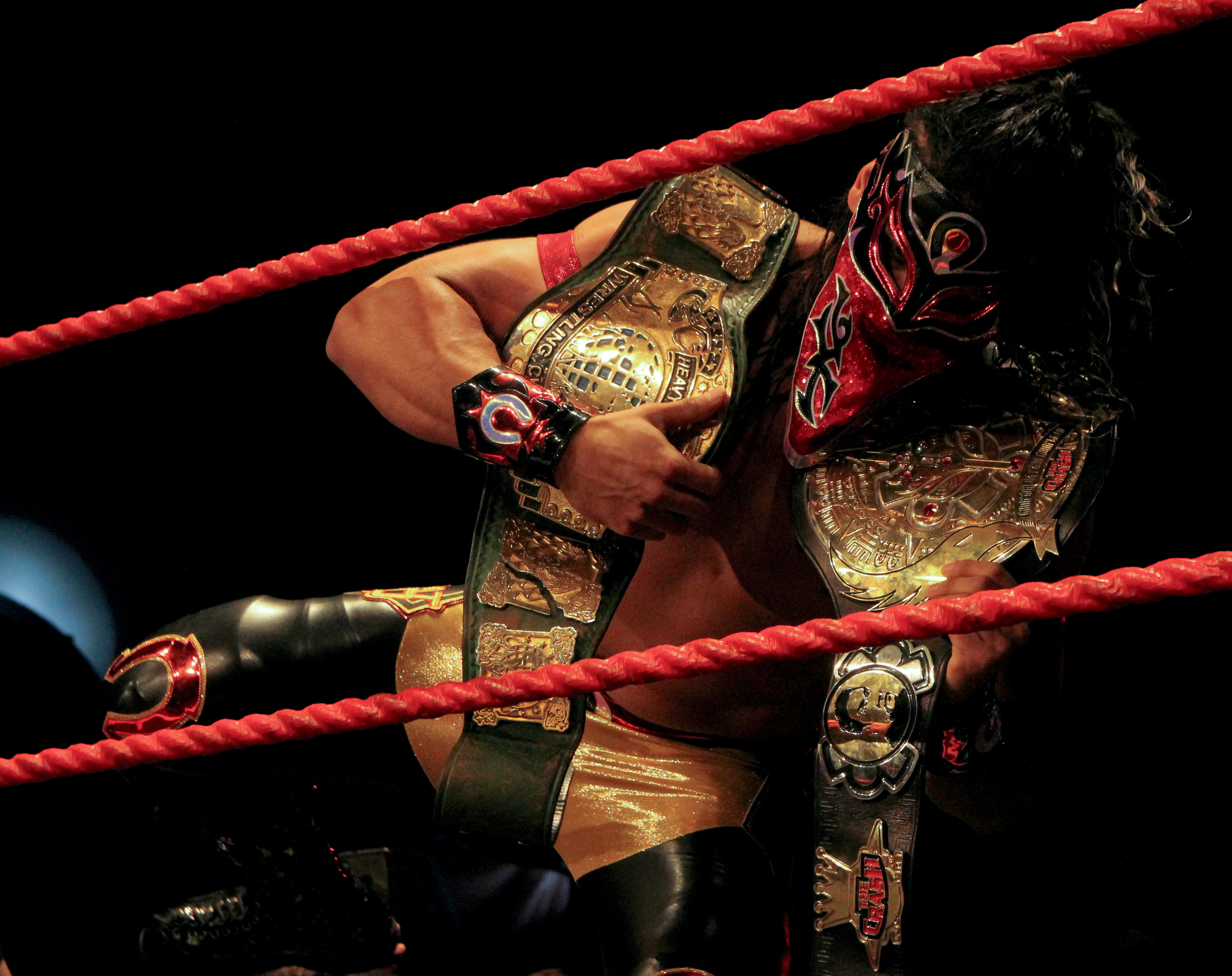
Bandido lors du 16 Carat Gold, avec le PWG World Championship et le The Crash Heavyweight Championship

- Alianza Metropolitana de Lucha Libre
  - 1 fois AMLL Welterweight Championship

- BodyZoi Wrestling
  - 1 fois BodyZoi Championship

- The Crash
  - 1 fois The Crash Cruiserweight Championship
  - 1 fois The Crash Heavyweight Championship
  - 1 fois The Crash Tag Team Championship avec Flamita

- Dorado Guapito Wrestling
  - DGW Trios Cup (2014) avec Magnifico I & Tritón

- Dramatic Dream Team
  - 1 fois Ironman Heavymetalweight Championship

- Generacion XXI
  - Torneo Gran Alternativa (2017) avec Laredo Kid

- Lucha Libre Elite
  - 1 fois Elite Welterweight Championship

- Pro Wrestling Guerrilla
  - 1 fois PWG World Championship
  - Battle of Los Angeles (2019)

- Progress Wrestling
  - 1 fois Progress Tag Team Championship avec Flamita

- Ring of Honor
  - 1 fois ROH World Championship
  - 1 fois ROH World Six-Man Tag Team Championship avec Flamita et Rey Horus
  - Survival of the Fittest (2021)

- World Wrestling Association
  - 1 fois WWA World Welterweight Championship (actuel)

## Récompenses des magazines
- Pro Wrestling Illustrated

| Année | 2019 | 2020 | 2021 | 2022 | 2023 |
| ----- | ---- | ---- | ---- | ---- | ---- |
| Rang  | 81   | 34   | 127  | 31   | 136  |

- Wrestling Observer Newsletter

| # | Résultat | Adversaire   | Évènement                                  | Date        | Durée | Lieu                 | Notes |
| - | -------- | ------------ | ------------------------------------------ | ----------- | ----- | -------------------- | ----- |
| 1 | Défaite  | Will Ospreay | NJPW Best Of The Super Junior XXVI - Tag 8 | 23 mai 2019 | 18:03 | Korakuen Hall, Tokyo | .     |